# Queniborough
Queniborough – wieś w Anglii, w hrabstwie Leicestershire. Leży 11 km na północny wschód od miasta Leicester i 148 km na północny zachód od Londynu. W 2011 r. wieś tę zamieszkiwało 2 326 mieszkańców.